# David Brown Engineering Limited

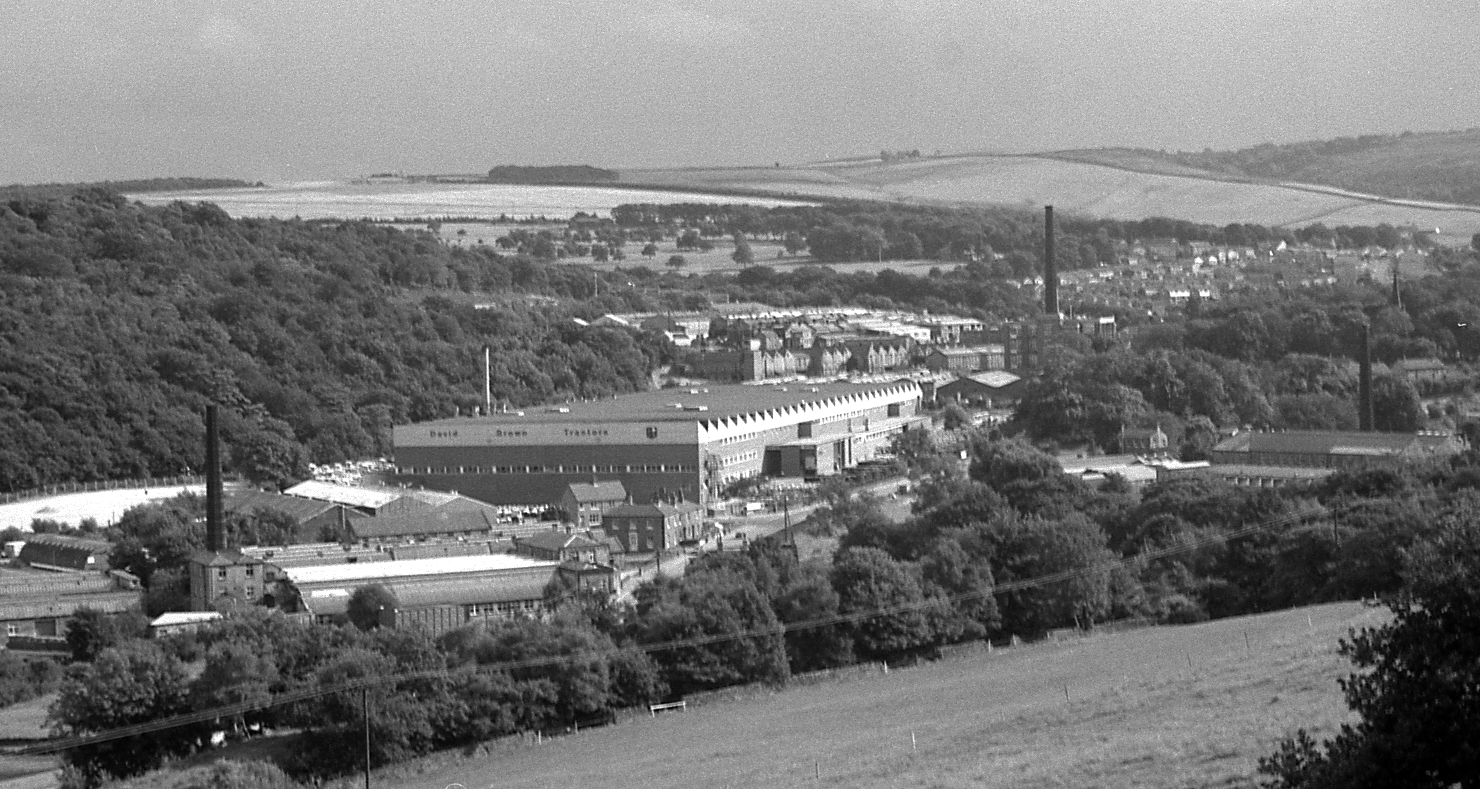
De tractorfabriek van David Brown Ltd. in Meltham in 1981, die in 1988 werd gesloten

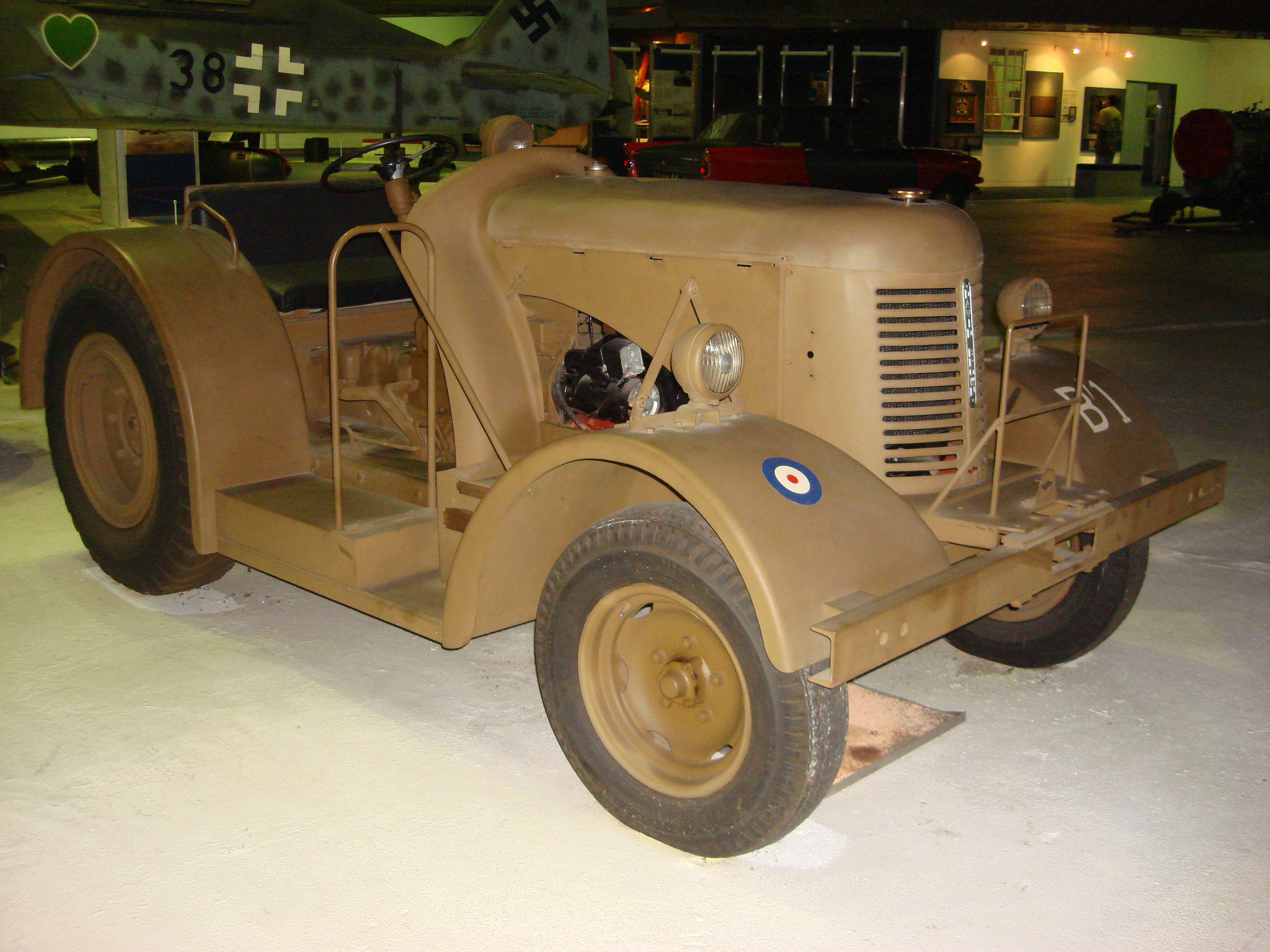
David Brown lichte vliegtuigtrekker uit de Tweede Wereldoorlog

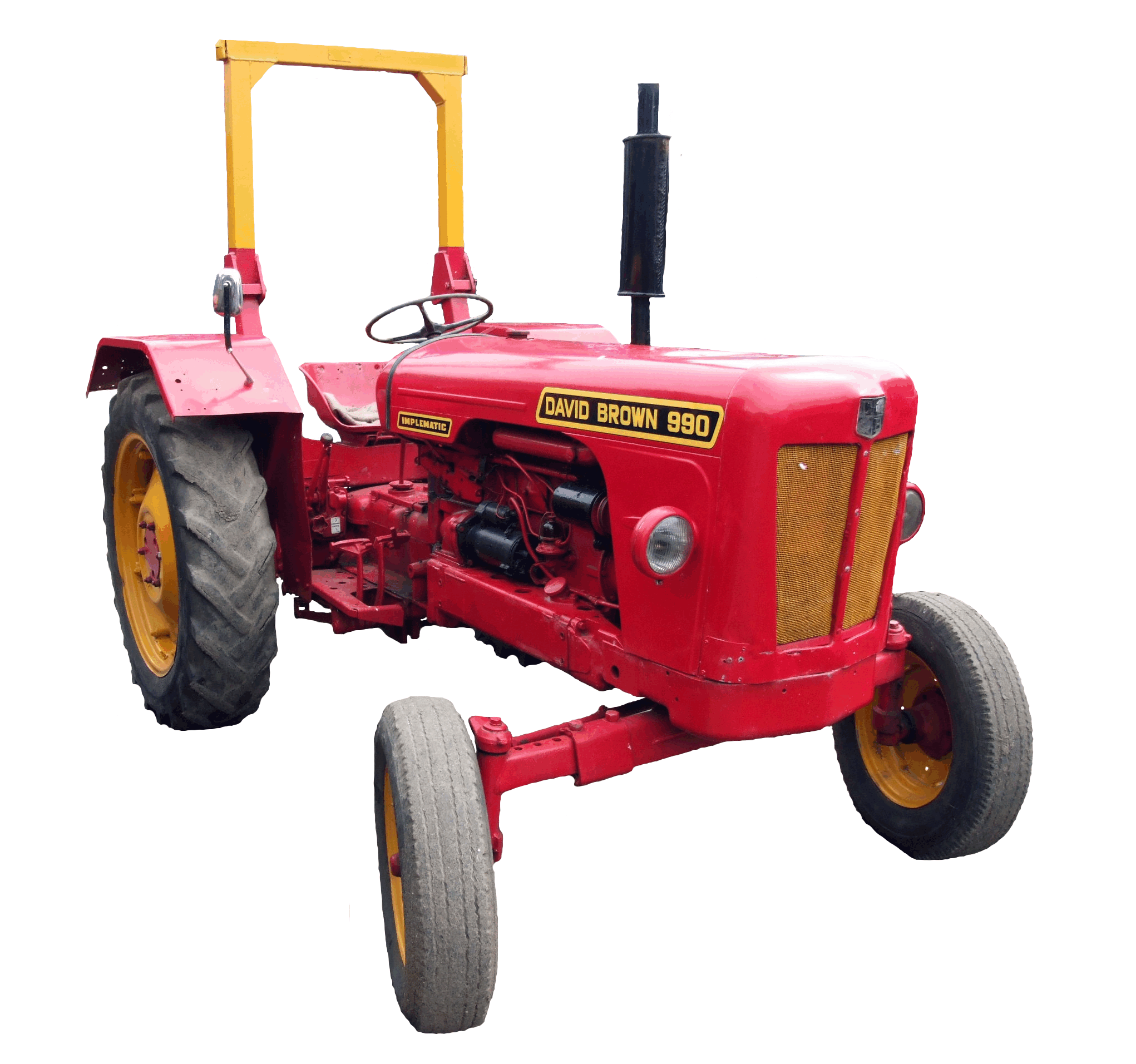
David Brown 990 Implematic Tractor uit 1964

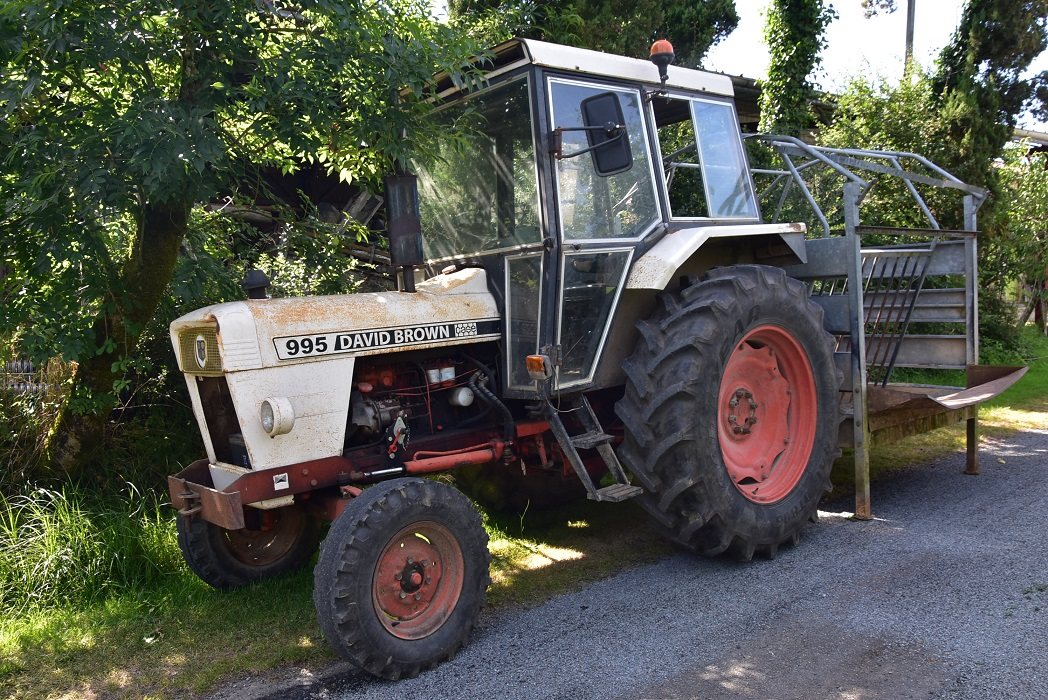
DB 995-Case, Frankrijk

David Brown Engineering Limited is een Britse tractorfabriek die veel bekende landbouwvoertuigen heeft geproduceerd. De fabriek fabriceert sinds de overname van de tractordivisie vooral versnellingsbakken en tandwielen.
De Ferguson Brown was een samen met Harry Ferguson ontwikkelde tractor, die in mei 1936
gebouwd werd op basis van het prototype Ferguson Black, die nu nog te zien is in het Science Museum in Londen. In 1939 gingen Ferguson en Brown uit elkaar.
De productie onder eigen naam viel tussen 1939 en 1988 en is overgenomen door Case IH. Opvallend is dat bijna alle voertuigen dieselmotoren hebben en in plaats van hydrauliek olie die gebruikt wordt voor de hefinrichting gebruikte David Brown olie uit de versnellingsbak.
David Brown was in zekere zin eigenwijs en maakte en veranderde dingen aan hun trekkers die andere merken niet deden.

## Oorlogsperiode
David Brown (DB) bouwde voor de Tweede Wereldoorlog al tractoren. Tijdens de oorlog maakte het Taskmasters (vliegtuigslepers) voor het Engelse leger, alsook wapens, munitie en voertuigen. De productie van de gewone tractor werd tijdelijk gestaakt. Na de Tweede Wereldoorlog werd de productie van gewone tractoren hervat en kwam de VAK 1A uit, een sterke viercilinder benzinemotor van 40 pk.

## Innovaties

### Starten
DB heeft een makkelijker manier van starten. Voorgloeien hoeft/kan niet, maar een speciale vlam geeft warmte als de startmotor gaat draaien. DB staat ook bekend om het goede starten, en met de coldstart erbij loopt hij zeker. Met de coldstart krijgt de motor iets meer brandstof (200 toeren erbij bij vol gas).

### Hefinrichting
Ferguson was de uitvinder van de hefinrichting maar had niet de middelen om een tractor te maken. Door samenwerking met David Brown ontstond de Ferguson-Brown, de eerste tractor met drie-punts hefinrichting.
De Implematic was tussen 1955 en 1965 en had te maken met de hefinrichting. De Selectamatic was tussen 1965 en 1986 en had met de verschillende standen te maken qua hydrauliek.

### Aftakas
DB had op alle landbouwmodellen naast de hefinrichting ook een aftakas of power take-off (PTO). Vanuit de versnellingsbak liep één of meerdere assen voor de pto. Deze kon 90% van het motorvermogen krijgen. Deze as was in en uit te schakelen met de koppeling. De "Livedrive" was doordraaiende aftakas en met een hendeltje was er zowel 540-1000 toeren mee in te stellen.

### Vierwielaandrijving
David Brown kwam in 1967 al met de vierwielaangedreven (4WD) tractor, de 1200 Selectamatic 72 pk. De voor- en achterwielen waren even groot. Volgens bronnen zijn er maar 100 van gemaakt en vond DB dat kleinere voorbanden makkelijker waren. Op de volgende modellen was 4WD te krijgen.
- David Brown 990 Selectamatic
- David Brown 995 Selectamatic
- David Brown 996 Selectamatic
- David Brown 1200 Selectamatic
- David Brown 1210 Selectamatic
- David Brown 1212 Selectamatic
- David Brown 1410 Selectamatic
- David Brown 1412 Selectamatic
- David Brown CASE 90/94 series (alleen de 1190-1194 niet)

### Hydra-Shift
In 1972 kwam DB met de Hydra-Shift. Een half-automatische versnellingsbak en zowel terug- als doorschakelen was makkelijker dan de handgeschakelde versie. Op de volgende modellen werd de Hydra-Shift geïnstalleerd:
- David Brown 1212
- David Brown 1412
- David Brown CASE 1490 (optioneel)
- David Brown CASE 1690 (optioneel)
- CASE 1394 (optioneel)
- CASE 1494 (optioneel)
- CASE 1594 (optioneel)
- CASE 1694 (optioneel)

## Overname CASE
In 1973 is DB samen gaan werken met Case en ze maakte ieder zelf en samen tractoren. In 1980 zijn ze definitief samengegaan. Toen kwamen de 90/94 series en was min of meer de 770-1412 serie aan z'n eind gekomen. Met de 90 serie waren ze tot 1983 en met de 94 serie tot 1988. International Harvester, ook een tractormerk, ging eveneens met DB meewerken. Ze produceerden tractoren met op de motor DAVID BROWN, op de neus CASE en op de sticker INTERNATIONAL CASE. Mensen raakten verward en wisten er niets meer van. In 1988 gingen DAVID BROWN, INTERNATIONAL EN CASE samen in CASE IH. CASE IH maakt nog steeds sterke en grote traktoren en machines.

## Alle modellen
- Tussen haakjes is het bouwjaar maar niet exact dat jaar.
- Achter het type een I = IMPLEMATIC of een S = SELECATAMATIC.
- D staat voor diesel en B voor benzine.

| Model     | Type           | Brandstof | Aantal Cilinders | Vermogen (pk) DIN | Bouwjaar    | Opmerkingen              |
| --------- | -------------- | --------- | ---------------- | ----------------- | ----------- | ------------------------ |
| DB        | CROPMASTER     | B & D     | 4 & 6            | 35                | 1950 - 1955 |                          |
| DB        | 25             | B & D     | 4                | 32                | 1953 - 1956 |                          |
| DB        | 30             | B & D     | 4                | 38                | 1953 - 1956 |                          |
| DB        | 50D            | D         | 6                | 50                | 1953 - 1957 |                          |
| DB        | 2D             | D         | 2                | 14.5              | 1956 - 1961 |                          |
| DB        | CRAWLER        | D         | 4 & 6            | 50                | 1953 - 1957 |                          |
| DB        | INDUSTRIAL     | D         | 4 & 6            | 50                | 1953 - 1957 |                          |
| DB        | 900            | D         | 4                | 40                | 1956 - 1960 |                          |
| DB        | 950 I          | D         | 4                | 45                | 1959 - 1963 |                          |
| DB        | 850 I          | D         | 4                | 37                | 1960 - 1963 |                          |
| DB        | 880 I          | D         | 4                | 45                | 1962 - 1964 |                          |
| DB        | 880 I          | D         | 3                | 45                | 1964 - 1965 |                          |
| DB        | 990 I          | D         | 4                | 55-58             | 1962 - 1965 | And with autodrive       |
| DB        | 770 S          | D         | 3                | 36                | 1966 - 1968 |                          |
| DB        | 780 S          | D         | 3                | 46                | 1967 - 1971 |                          |
| DB        | 880 S          | D         | 3                | 46                | 1966 - 1972 |                          |
| DB        | 990 S          | D         | 4                | 58                | 1966 - 1980 |                          |
| DB        | 1200 S         | D         | 4                | 67-72             | 1967 - 1971 |                          |
| DB & CASE | 1210 S         | D         | 4                | 73                | 1971 - 1980 |                          |
| DB & CASE | 1212 S         | D         | 4                | 73                | 1977 - 1980 | Hydra-Shift              |
| DB & CASE | 1410 S         | D         | 4                | 91                | 1974 - 1980 | Turbo                    |
| DB & CASE | 1412 S         | D         | 4                | 91                | 1977 - 1980 | Hydra-Shift en turbo     |
| DB & CASE | 885 S          | D         | 3                | 48                | 1971 - 1980 |                          |
| DB & CASE | 995 S          | D         | 4                | 63                | 1970 - 1980 |                          |
| DB & CASE | 996 S          | D         | 4                | 63                | 1974 - 1980 |                          |
| CASE      | 1190           | D         | 3                | 50                | 1980 - 1983 |                          |
| CASE      | 1194           | D         | 3                | 52                | 1983 - 1985 |                          |
| CASE      | 1290           | D         | 4                | 60                | 1980 - 1983 |                          |
| CASE      | 1294           | D         | 4                | 62                | 1983 - 1985 |                          |
| CASE      | 1390           | D         | 4                | 70                | 1980 - 1983 |                          |
| CASE      | 1394           | D         | 4                | 72                | 1983 - 1988 | Hydra-Shift              |
| CASE      | 1490           | D         | 4                | 80                | 1980 - 1983 |                          |
| CASE      | 1494           | D         | 4                | 82                | 1983 - 1988 | Hydra-Shift              |
| CASE      | 1594           | D         | 6                | 92                | 1983 - 1988 | Hydra-Shift              |
| CASE      | 1690           | D         | 6                | 100               | 1980 - 1983 |                          |
| CASE      | 1690 T         | D         | 6                | 120               | 1983 - 1983 | Turbo                    |
| CASE      | 1694           | D         | 6                | 102               | 1983 - 1988 | Hydra-Shift              |
| DB        | SPECIAL MARKET | B & D     | 3,4,6,8          | 20-100            | 1936 - 1986 | SPECIAL MARKET TRACTORS  |
| DB SATOC  | 650            | D         | 4                | 30                | 1962 - 1964 | GERMANY MODEL            |
| DB        | 750 F          | D         | 4                | 30                | 1963 - 1965 | GERMANY MODEL FARMATIC   |
| DB        | 775 S          | D         | 3                | 35                | 1968 - 1971 | SPECIAL MODEL            |
| DB        | 3800 S         | B         | 3                | 36                | 1974 - 1977 | AMERICA MODEL ON THE 770 |
| DB        | 4600 S         | B         | 3                | 46                | 1974 - 1977 | AMERICA MODEL ON THE 880 |

Bepaalde modellen zijn er meerdere versies van gemaakt, zoals de 990, deze is 18 jaar in productie geweest. De Amerikaanse 3800 en 4600 zijn dezelfde als 770 en 880 maar dan op benzine. De Implematic 990 had ook een autodrive (volledig automaat, maar deze waren minder populair).

## Heden
DB bestaat nog steeds en maakt enorme tandwielen en versnellingsbakken.